# Cryptocarya dekae
Cryptocarya dekae är en lagerväxtart som beskrevs av Mohan Gangopadhyay. Cryptocarya dekae ingår i släktet Cryptocarya och familjen lagerväxter. Inga underarter finns listade i Catalogue of Life.